# Piero Longhi
Piero Longhi, né le 12 décembre 1965, est un pilote de rallye italien.

## Biographie
Ce pilote est l'auteur d'une assez longue carrière internationale, avec 17 victoires en championnat d'Europe entre 1992 et 2007.
Son premier rallye Sanremo est en 1987; il reste toujours en activité 25 années plus tard.
Son meilleur résultat en WRC est une 8e place dans ce même rallye, en 1998.

## Palmarès (au 30/11/2013)

### Titres
- Vainqueur de la Coupe d'Europe FIA des rallyes d'Europe de l'ouest en 2005, copilote Maurizio Imerito sur Subaru Impreza WRC;
- Double champion d'Italie des rallyes, en 2000 sur Toyota Corolla WRC et 2005 sur Subaru Impreza WRX STI;
- Champion de Slovénie: 2011, sur Škoda Fabia S2000;
- Champion d'Italie du Groupe N: 2003, 2005, et 2006;
  - Vice-champion d'Europe zone sud: 2004;
  - Vice-champion d'Italie: 2004 et 2006;
  - Vice-champion d'Itale du Groupe N: 2004;
  - Vice-champion d'Italie deux roues motrices: 1997 et 1999;
  - 3e du championnat d'Italie du Groupe N: 2007;
  - 3e du championnat d'Italie Terre: 2001;

### Dix-sept victoires en championnat d'Europe
- 1992, 1993 et 1994 : Rallye della Lana.
- 1993 : Rallye Piancavallo.
- 1993, 1994 : Rallye des 1000 milles (avec M. Imerito, puis Fabrizia Pons).
- 1994 : Rallye del Ciocco e Valle del Serchio (avec F. Pons).
- 2000, 2005, 2006, 2007 et 2008 : Rallye de Saint-Marin.
- 2000 : Rallye Targa Florio.
- 2000 : Rallye internationale di Messina.
- 2005 : Rallye del Salento.
- 2005 : Rallye delle Alpe Orientali.
- 2007 : Rallye Costa Smeralda.

### Autres victoires italiennes
- 1999: Rallye del Molise;
- 2000 et 2008: Rallye San Martino di Castrozza;.
- 2000: Rallye Alpi Orientali;
- 2000: Rallye Golfo dell'Asinara;
- 2002, 2003, 2004 et 2005: Rallye 111 minuti;
- 2003: Rallye de Rome;
- 2005 et 2008: Rallye del Ciocco e Valle del Serchio;
- 2006: Rallye Adriatique;
- 2009: Rallye di San Crispino;
- 2010: Rallye Franciacorta Circuit;
- 2011: Rallye del Ossola;
- 2013: Rallye di Adria-Citta' del Pane ("de la cîté du pain" - voir à Arnaldo Cavallari);

### Championnat deSlovénie
- 2011: Ralye Satunus;
- 2011: Rallye Velenje;
- 2011: Rallye Ajdovščina;
- 2011: Rallye Idrija.